# Ардаган
Ардаган (тур. Ardahan, груз. არტაანი — Артаани, вірм. Արդահան) — місто і район в Північно-Східній Туреччині, центр однойменної провінції (мулу). Розташований на Ардаганському плоскогір'ї у верхів'ях річки Кури, якою ділиться на дві частини.

## Історія
Практично всю історію свого існування Ардаган був невеликим повітовим містом. У давнину — центр однойменного Гавару в області Гугарк Великої Вірменії, згадувався як Каджац (вірм. Քաջաց) . Після падіння Великої Вірменії (V століття) і до XVI століття був частиною Грузинського царства (князівство Самцхе). Пізніше — входив до складу Ерзерумського вілаєту Османської імперії. У 1878 в результаті Російсько-турецької війни перейшов до Росії, до 1918 входив до складу Карської області.
У XIX столітті населення в основному займалося скотарством і землеробством. Серед ремесел були поширені столярна справа, мідна справа, ткацтво. На початку XX століття тут була фабрика і 5 невеликих заводів (столярних, шкіряних і текстильних), а також було близько 150 майстерень, магазинів і крамниць.

## Населення
Населення Ардагану за даними перепису 2000 року — 17 274 чоловік, більшість якого складають турки.
На початку XX століття населення становило бл. 66 000 осіб, у тому числі турків 50 % курдів і карапапахів 15 %, греків 12 %, інші 23 % — (росіяни, вірмени та інші).

## Клімат
Клімат порівняно суворий, тільки в низько розташованих долинах є сади.